# Don Dinero
Jose Manuel Guitian,  conocido como Don Dinero, es un rapero, reggaetonero y bachatero cubano-estadounidense. Nació en la sección Washington Heights de Manhattan, en Nueva York. Es hijo de exiliados cubanos que llegaron a los Estados Unidos a principios de la década de 1960.

## Carrera
En 1990, apareció con su primer sencillo High Stepping. En ese entonces su nombre artístico era Cuba Rock. Posteriormente,  regresó a casa para trabajar el que sería su primer álbum.
Desafortunadamente, mientras trabajaba en la producción de su álbum, tuvo algunos problemas con la ley, lo que le obligó a retrasar sus proyectos.
En 1999, se asoció con su hermano Oscar y fundaron el sello discográfico Last Laugh. Aprovechando esta incursión en la industria de la música, Don Dinero y su hermano lograron hacer mucho ruido en Miami y el talento se lanzó al mercado.
Paralelamente, no pasaría mucho tiempo sin que los grandes productores se vieran interesados, pues reconocieron su talento y posteriormente invertirían bastante dinero para finalmente crear el nuevo álbum y lanzar su primer video. Conoció a Bruce McLean en la primavera del 2001. Bruce y Oscar, el hermano de Don Dinero, se unieron y formaron el sello discográfico actual Cuban Connection.
En enero del 2002 se mudó con toda su familia a Miami, para estar más cerca de su hermano y empezar a grabar su álbum en español. Poco después, se asoció con el respetado artista latino Domingo Ramos, de Live at Jimmis, y crearon el sencillo Pana, Pana.
El 17 de septiembre, Don Dinero lanzó su álbum debut Que Vola. El nuevo álbum causó caos en el mundo de la música hip-hop en español, convirtiéndose en el álbum en español número uno en las radioemisoras en Miami.
En 2003, Universal Latino ofreció retomar el álbum para distribuirlo y editarlo previamente en una versión mejorada. También le dio luz verde un álbum Don Dinero and the Revolu All Stars y un DVD Su vida y la calle, con los cuales obtuvo mayor ruido y reconocimiento. Tal fue ese ruido, que fue elegido para colaborar con Celia Cruz en un remix de su sencillo Son de la Loma, elaborado en 2004. Ese mismo año,  desarrolló una colección retrospectiva The Best of Don Dinero, que reúne sus mejores canciones conocidas en forma de remezclas.
En 2005, lanza Ahora que sí, con el que alcanza tiempos excesivos al aire en las principales emisoras del género en Miami, Los Ángeles, New York y Texas.
El 31 de octubre de 2006, lanzó su tercer disco El Último Guerrero con colaboraciones como Temperamento. Desde los inicios del hip-hop latino, el polémico ha sido una de las principales figuras.
"Vine a Miami con una meta en la mente, si no podía hacer ruido en inglés, iba a hacer ruido en español".
En julio de 2025 ha iniciado una guerra lirical contra Charly G De La Weed, este último acusó a Don Dinero de mantener una relación sentimental con Al2. En una entrevista reciente se confirmó que habrá un beef de parte de Charly G De La Weed junto al reconocido reggaetonero CARLO$ DUTY. Don Dinero respondió en una transmisión en vivo que admite dicho amorío con Al2 pero fue un romance breve de verano y no quiere formar parte del beef contra Charly G De La Weed y CARLO$ DUTY.